# Lib (kommun)
Lib är en kommun i Marshallöarna (USA). Den ligger i den västra delen av Marshallöarna, 500 km väster om huvudstaden Majur. Antalet invånare är 147. Arean är 0,93 kvadratkilometer. Lib ligger på ön Lib Island.